# Камден-Таун

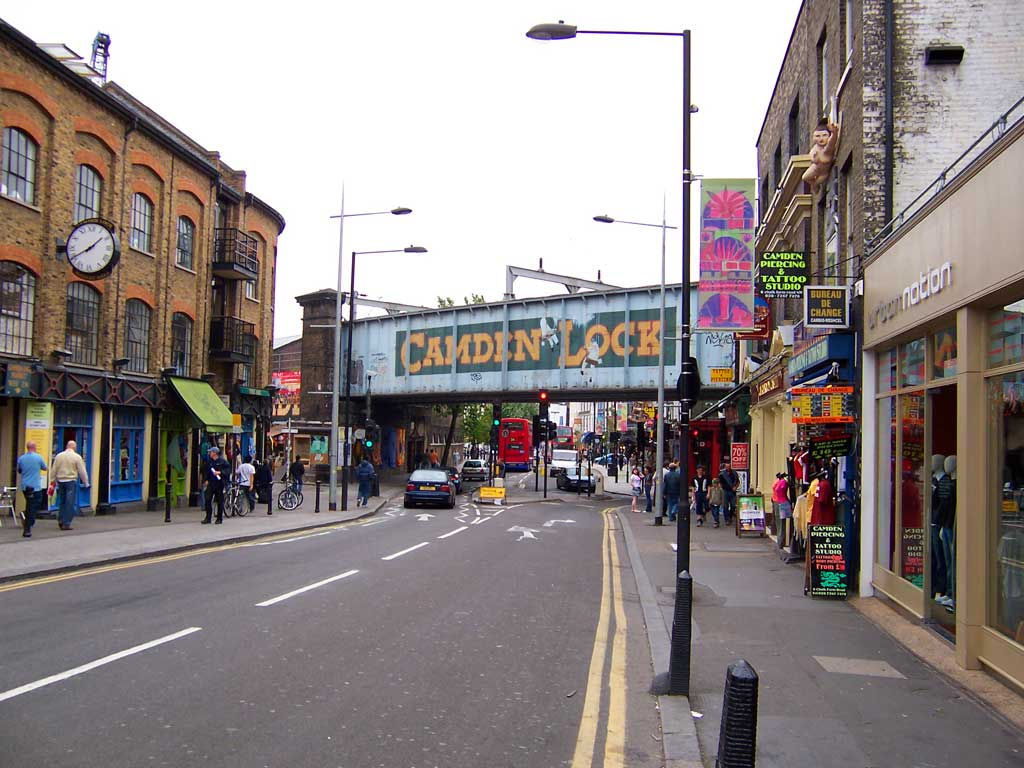
Камден-Хай-стрит.

Камден-Таун (Кэмден; англ. Camden Town) — район на северо-западе Лондона в Англии, который располагается в 2,5 милях (4,1 км) к северу от Чаринг-Кросса. Исторически находился в Мидлсексе, является административным центром лондонского боро Камден и определён как один из 34 крупных центров Большого Лондона.
Район был заложен в 1791 году и первоначально входил в состав поместья Кентиш-Таун и прихода Сент-Панкрас. Промышленная экономическая база района была заменена такими отраслями услуг, как розничная торговля, туризм и развлечения. В Камден-Тауне сейчас расположены уличные рынки и музыкальные центры, которые прочно ассоциируются с альтернативной культурой.

## История
Камден-Таун назван в честь Чарльза Пратта, 1-го графа Камдена. Графство было названо в честь его поместья Камден-Плейс близ Чизлхерста в графстве Кент, ранее принадлежавшего историку Уильяму Кемдену. Название, которое появляется на карте артиллерийской съёмки 1822 года, позже было применено к группе художников Камден-Тауна начала 20-го века и лондонскому району Камден, созданному в 1965 году.
Камден-Таун расположен на земле, которая когда-то была поместьем Кентиш-Тауна. Сэр Чарльз Пратт, радикальный юрист и политик XVIII века, приобрёл поместье через брак. В 1791 году он начал предоставлять в аренду дома, которые будут построены в поместье. В 1816 году через этот район был проложен регентский канал. До середины XX века Камден-Таун считался немодным районом. Рынки Камдена, которые начали работать в 1973 году и с тех пор выросли, привлекают большое количество посетителей в настоящее время. В результате взрыва бомбы 1993 года на Камден-Хай-стрит пострадали 18 человек. 9 февраля 2008 года на рынке Камден-Канал произошёл крупный пожар, но никто не пострадал.

## Правительство
Камден-Таун состоит из следующих политических округов с должностными лицами по состоянию на 22 мая 2019 года:
- Лондонский городской совет Камдена: Лондонский район Камдена. 54 члена совета, трудовой контроль.
- Избирательный округ: Холборн и Сент-Панкрас (избирательный округ парламента Великобритании), Кир Стармер, Лейбористская партия.
- Лондонская ассамблея: Барнет и Кэмден (избирательный округ Лондонской ассамблеи), Эндрю Дисмор, Лейбористская партия.

С 2020 года палаты Камдена пересматриваются и будут упразднены.

## География

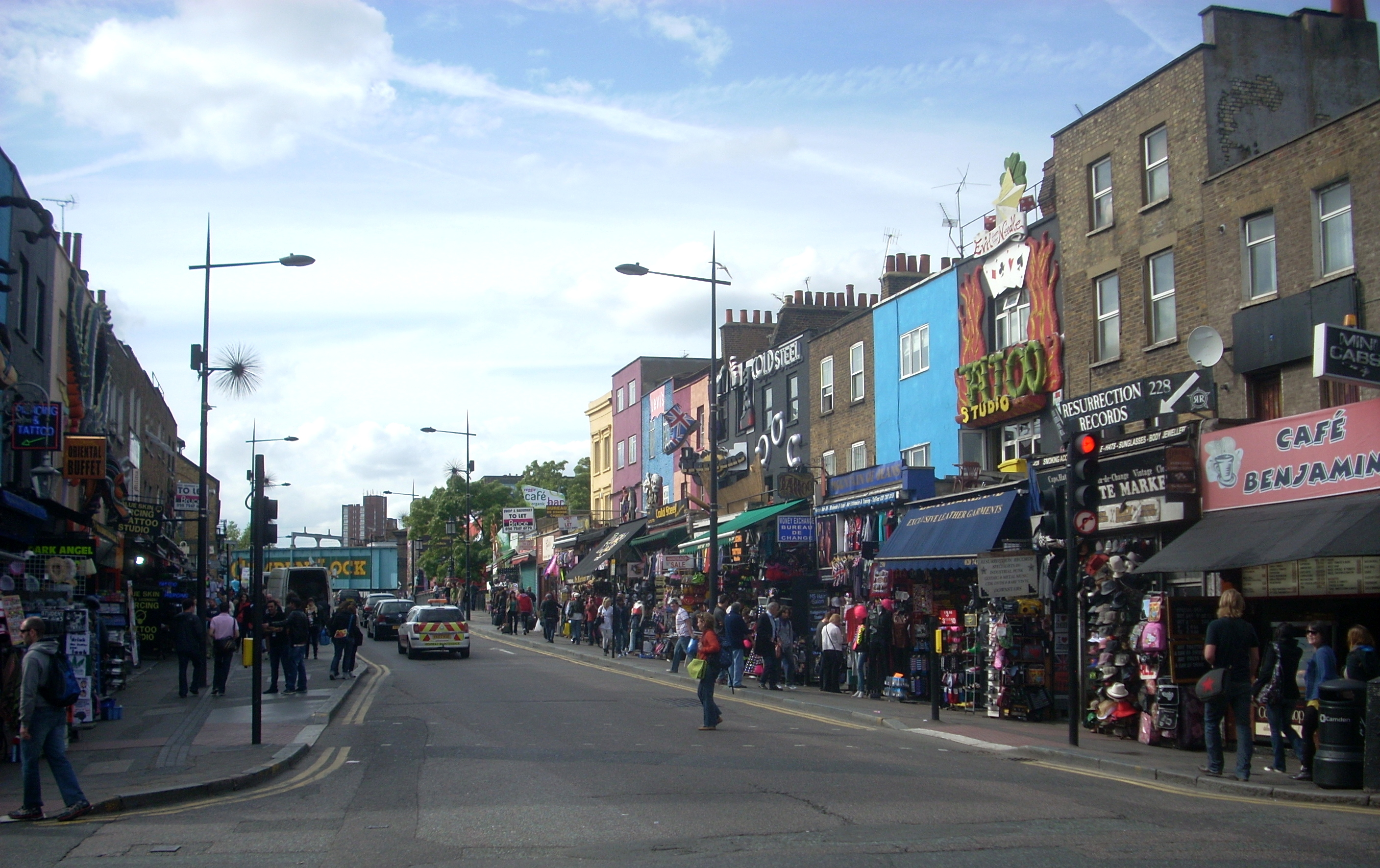
Магазины на Камден-Хай-стрит.

Камден-Таун расположен на относительно ровной местности на высоте 100 футов (30 м) над уровнем моря, в 2,5 милях (4,0 км) к северо-западу от Чаринг-Кросс. На севере — холмы Хампстед и Хайгейт. Водопропускная подземная река Флит течёт от своего истока на Хампстед-Хит через Камден-Таун на юг к Темзе. Риджентс-Канал проходит через северную часть Камден-Тауна.

## Экономика

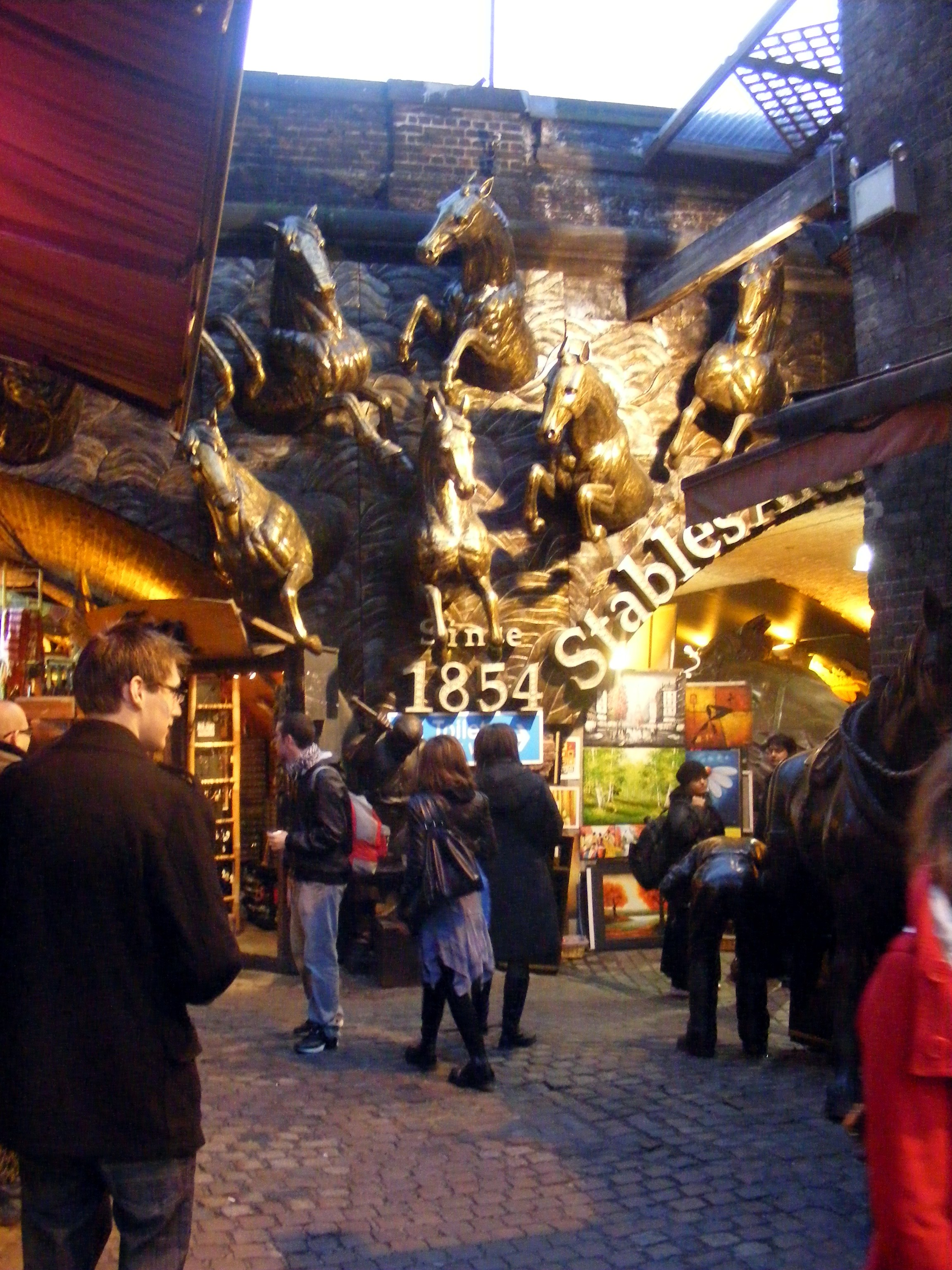
Скульптуры лошадей на Конюшенном рынке.

В конце XX века в этом районе начали появляться предприятия, связанные с развлечениями, а рядом с каналом была построена гостиница Holiday Inn. На смену частным магазинам пришёл ряд торговых и продовольственных сетей. Так же начали процветать рестораны с разнообразными кулинарными традициями.

### Рынки Камдена
Камден хорошо известен своими рынками. К 2013 году все продуктовые киоски исчезли, за исключением туристических. Сам рынок Камден-Лок был построен в бывшем лесном дворе в 1973 году, сейчас он окружён пятью другими рынками. Рынки являются главной туристической достопримечательностью в выходные дни, там есть товары всех типов, включая одежду, книги, еду, антиквариат и так далее. Они популярны среди молодёжи, в частности, тех, кто ищет альтернативную одежду. Хотя первоначально рынок был открыт только по воскресеньям, позже он стал работать всю неделю.

## Достопримечательности

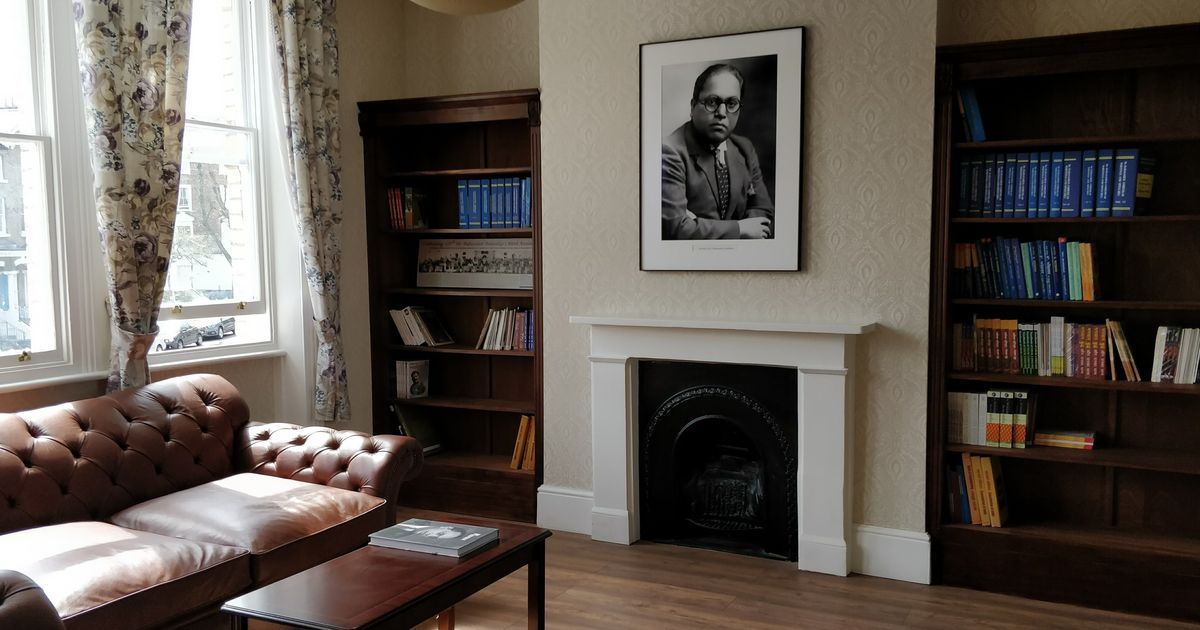
Дом Рамджи Амбедкара.

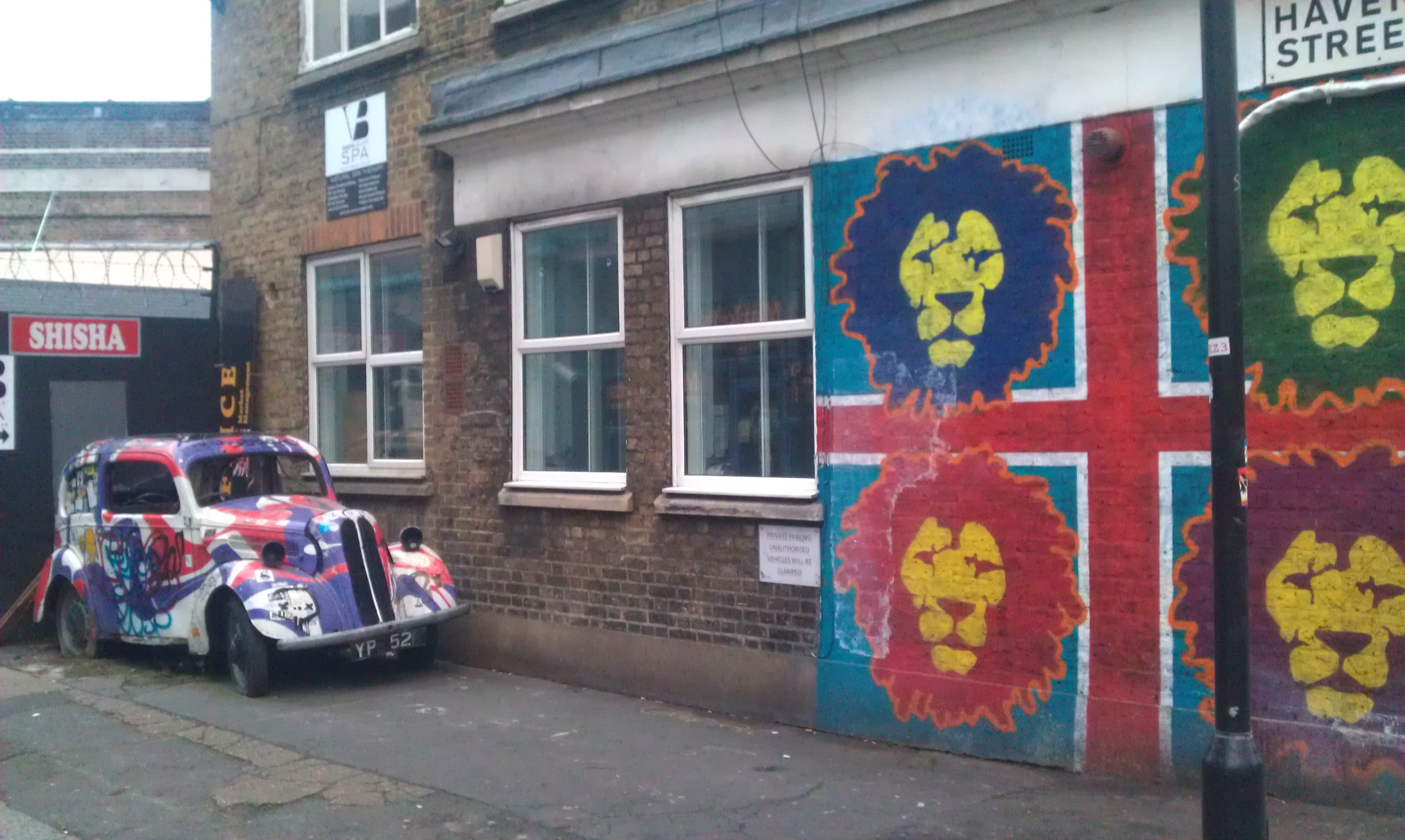
Стрит-арт возле Камден-маркета.

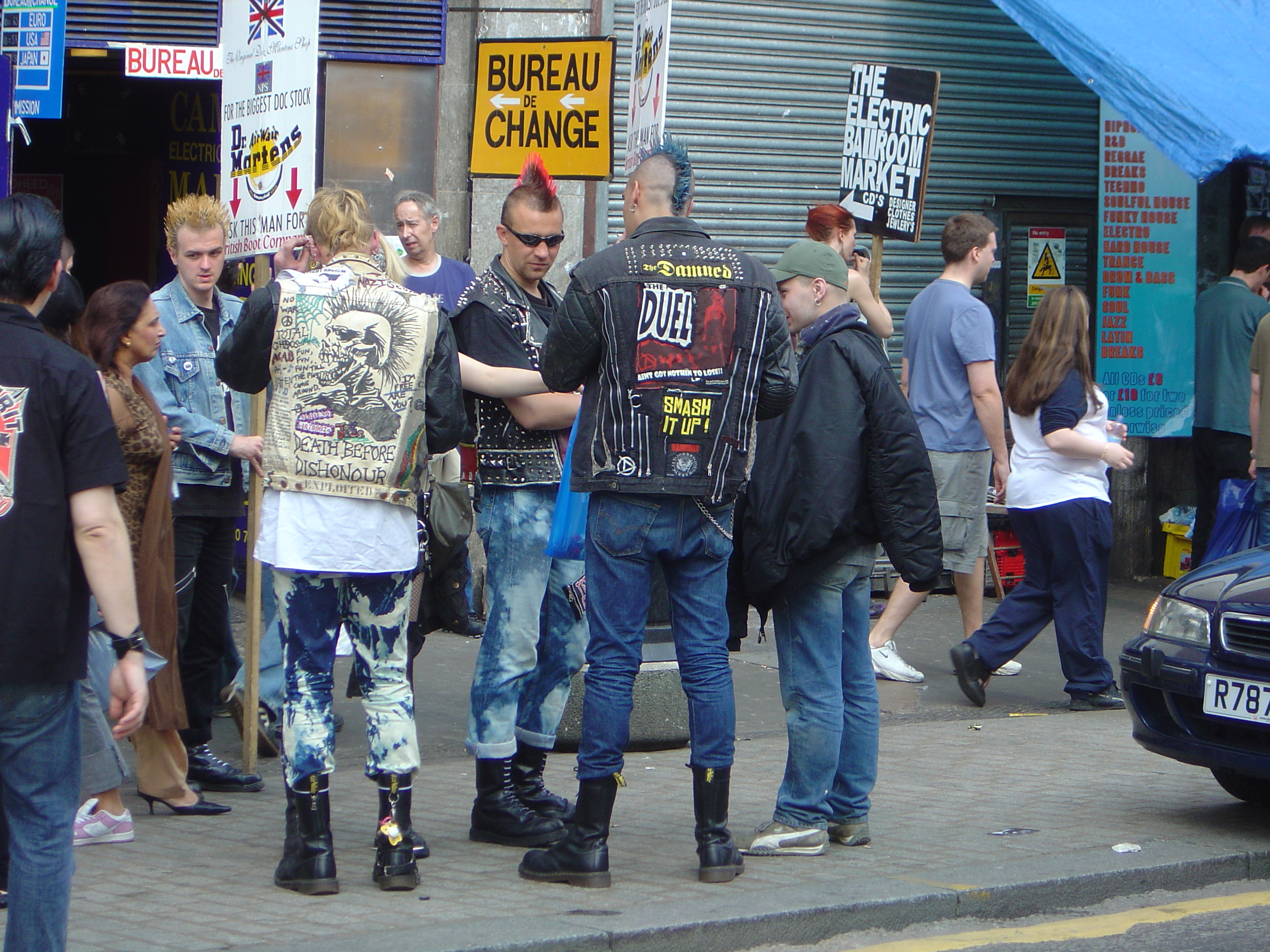
Панки возле клуба Electric Ballroom.

- The Roundhouse — бывшее локомотивное депо, построенное в 1847 году для Лондонской и Северо-Западной железной дороги. Его использовали в разных целях, как магазин кукурузы и картофеля и склад Джина Гилби, затем он стал заброшенным,[10] пока в 1966 году не был преобразован в музыкальное заведение.[11]
- Старая церковь Святого Панкратия
- Церковь Девы Марии
- Церковь Святого Михаила
- Сигаретная фабрика Каррераса — бывшая сигаретная фабрика Каррераса, ныне там находится несколько компаний, здание египетского возрождения в стиле ар-деко, построенное с 1926 по 1928 год, стоит на Морнингтон-Кресент и выделяется парой бронзовых статуй высотой 8,5 фута (2,6 м) египетской богини кошек Бастет.
- Еврейский музей
- Арлингтон-Хаус — первоначально один из домов Роутона предоставлял недорогое жильё для ночлега, теперь в нём разместился конференц-центр, но все ещё предоставляются недорогие номера и квартиры.[12]
- Необычный супермаркет Sainsbury’s и квартиры на Камден-Роуд были спроектированы в стиле хай-тек Николасом Гримшоу и построены на месте бывшей Большой пекарни ABC.[13]
- The Hawley Arms — паб и музыкальное заведение, которое стало хорошо известно в 90-е годы как центр инди- и альтернативной музыкальной сцены в Лондоне. Это был любимый паб певицы Эми Уайнхаус, когда она проживала в Камден-Тауне.[14]

## Знаменитые резиденты

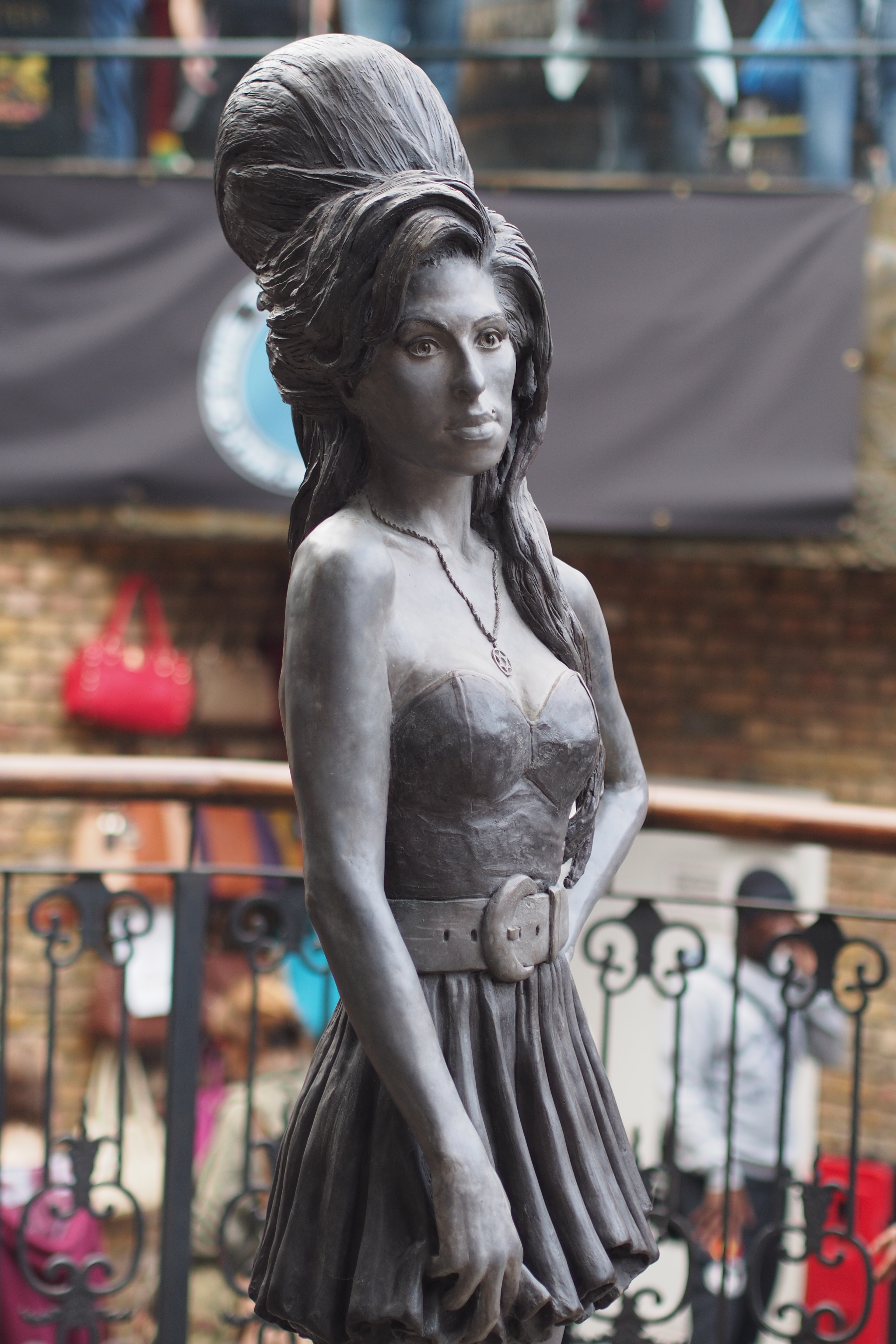
Бронзовая статуя певицы Эми Уайнхаус в Камден-Тауне.

- Бхимрао Рамджи Амбедкар — юрист, политический деятель, жил в доме 10 по Кинг-Генри-Роуд в Камден-Тауне.
- Ричард Райан жил в Камден-Тауне с 1819 года до своей смерти в 1849 году.
- Чарльз Диккенс — писатель.[15]
- Берил Бейнбридж — писательница и сценаристка.[16]
- Алан Беннетт — драматург, сценарист, актёр и писатель.[17]
- Оливер Хевисайд — учёный.[18]
- Бернард Левин — журналист.[19]
- Том Сэйерс — боксёр.[20]
- Уолтер Сикерт — художник, наиболее заметный представитель так называемой «Кэмдентаунской группы».[21][22]
- Дилан Томас — поэт, прозаик, драматург, публицист.[23]
- Эми Уайнхаус — певица, жила в Камден-Тауне, сначала на Провс-Плейс,[24] а затем на Камден-сквер, где её нашли мёртвой в июле 2011 года.[25] Камден-Таун прочно ассоциировался с ней. После смерти Уайнхаус была названа Королевой Камдена, её бронзовая статуя была установлена на Конюшенном рынке в день её 31-го дня рождения, 14 сентября 2014 года.
- Хип-хоп группа N-Dubz.
- Группа Madness.
- Элайза Дулитл — певица.
- Фредди Хаймор — актёр.
- Шон Томас — журналист.

## Культурное влияние

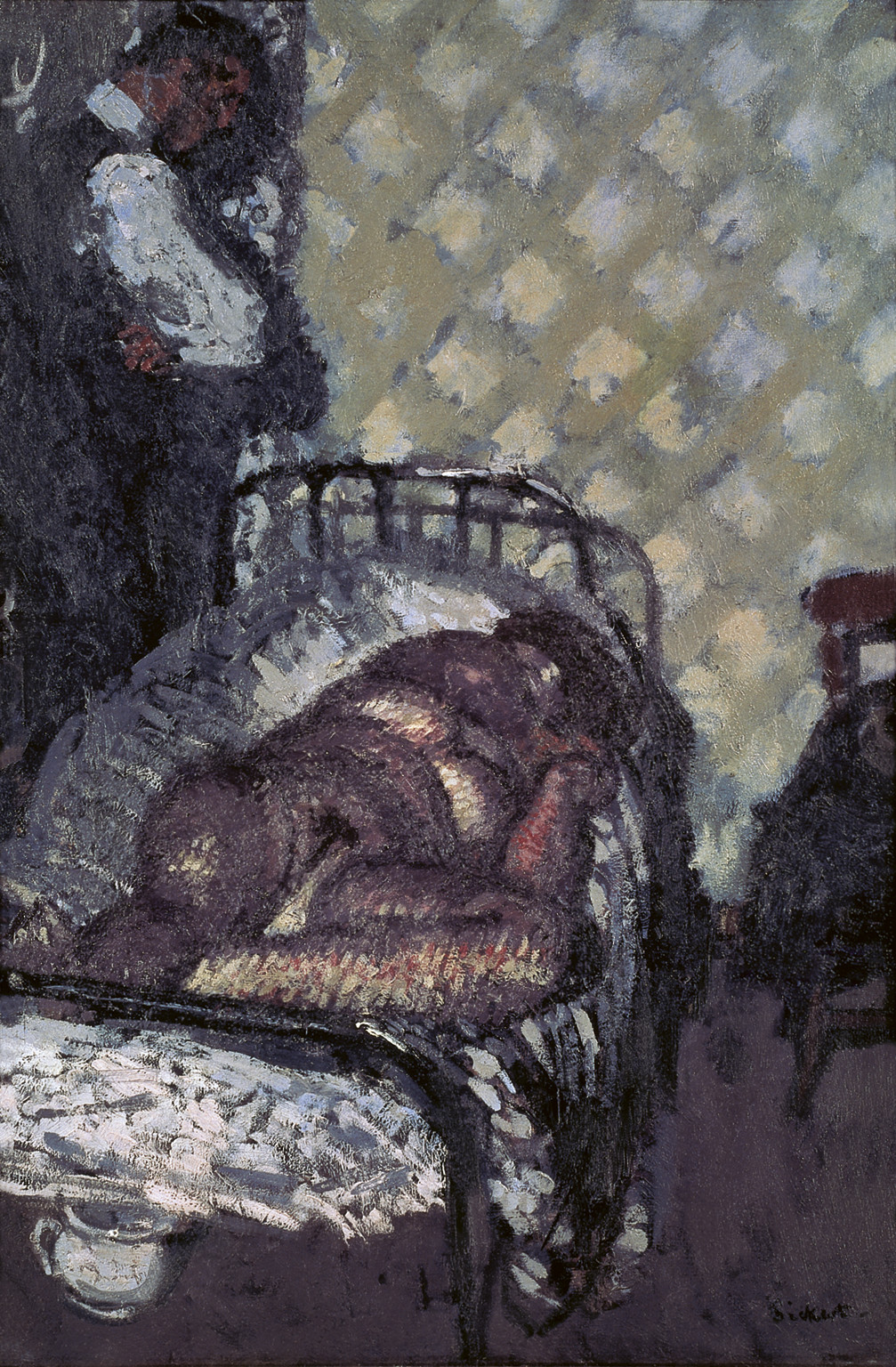
Уолтер Сикерт. Полотно из серии «Убийство в Камден-Тауне», около 1909

- Реальные интерьеры доходных домов Камден-Тауна запечатлел на своих картинах Уолтер Сикерт. Полотно «Спальня Джека-потрошителя» изображает комнату в собственном жилище художника. На картинах из серии «Убийство в Камден-Тауне» изображены интерьеры жилища проститутки Эмили Диммок, которые по сообщению прессы художник рисовал с разрешения полиции сразу после обнаружения мёртвого тела в сентябре 1911 года. На полотне «Крошка Дот Хетерингтон в Старом Бедфорде» изображена сцена и богатое внутреннее убранство одного из наиболее популярных мюзик-холлов конца XIX — начала XX веков.
- Комедия «Уитнэйл и я» была отснята в Камден-Тауне.[26]
- В комедийном фильме 1989 года «Верзила» Джефф Голдблюм играет главного героя, которого мы часто видим в его квартире в Камден-Тауне.
- Действие фильма «Беззаботная» 2008 года в основном происходит в Камден-Тауне.[27][28]
- Фильм 2015 года «Леди в фургоне» рассказывает историю бездомной женщины, которая припарковала свой фургон на подъездной дорожке Алана Беннетта в Камдене и жила там в течение 15 лет.
- Документальный фильм 2015 года «Эми», основанный на жизни и смерти Эми Уайнхаус, содержит кадры и эксклюзивные изображения Уайнхаус в Камдене во время её жизни.